# بسلة حبشية
بسلة حبشية (الاسم العلمي:Pisum abyssinicum) هي نوع من النباتات تتبع جنس البسلة من الفصيلة البقولية.